# Pseudeutreta paragranum
Pseudeutreta paragranum är en tvåvingeart som beskrevs av Erich Martin Hering 1942. Pseudeutreta paragranum ingår i släktet Pseudeutreta och familjen borrflugor. Inga underarter finns listade i Catalogue of Life.